# Auguste Collart

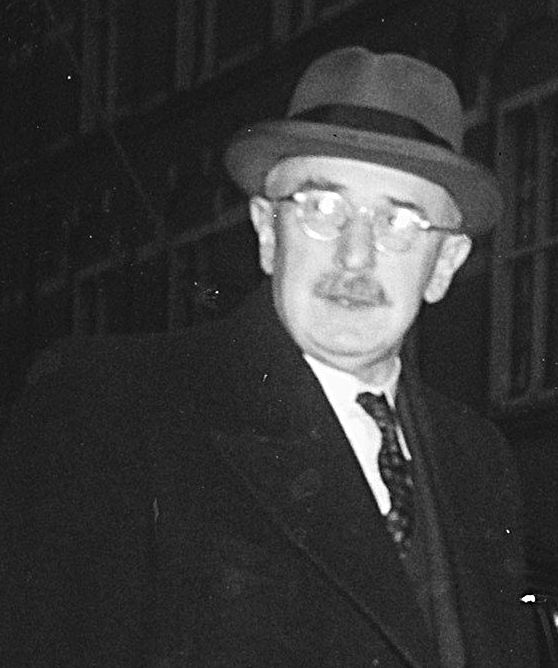
Foto uit 1949

Eugène Auguste Collart, heer van Bettembourg (Bettembourg, 26 juli 1890 – Luxemburg-Stad, 20 mei 1978), was een Luxemburgs grootindustrieel, politicus, diplomaat en publicist.

## Biografie

### Achtergrond
Auguste Collart was afkomstig uit de familie Collart, een familie van notabelen die aan het eind van de achttiende eeuw een fortuin hadden vergaard met hun hoogovens. De familie verwierf aan het einde van de achttiende en het begin van de negentiende eeuw enkele kastelen. Auguste Collart was eigenaar van Slot Bettembourg (ook Collart Schlass genaamd), dat sinds 1807 in het bezit van de familie Collart was.

### Leven
Auguste Collart was aanvankelijk directeur van de Collart-hoogovens. In 1918 en van 1921 tot 1933 was hij burgemeester van Bettembourg. Van 28 september 1918 tot 5 januari 1920 was hij namens de Parti de la Droite ("Rechtse Partij") directeur-generaal (dat wil zeggen minister) van Landbouw, Brandstoffen, Industrie en Arbeid in het kabinet-Reuter I. In december 1918 spraken premier Émile Reuter en Collart met afgevaardigden van de vakbonden en arbeidersraden over de invoering van de achturige werkweek. Op 15 december kwam de achturige werkweek tot stand zonder dat de werknemers loon hoefden in te leveren.
Auguste Collart was van 1921 tot 1933 voor de Parti de la Droite lid van de Kamer van Afgevaardigden. In 1928 werd hij kamerheer van groothertogin Charlotte van Luxemburg.
Van 1933 tot 1940 en van 1945 tot 1955 was hij Luxemburgs zaakgelastigde (Chargé d'Affaires) in Den Haag.
Hij overleed op 87-jarige leeftijd, op 20 mei 1978, te Luxemburg-Stad.
Auguste Collart was getrouwd met Marguerite Lucie "Daisy" Weber (†1 juli 1969), hofdame (Dame d'Honneur) van de groothertogin. Hun dochter Anne Marie "Annemarie" Collart was getrouwd met de Nederlandse diplomaat Joannes Petrus Maria Aghina.

## Werken
Van de hand van Auguste Collart verschenen vooral werken van historische aard:
- Von meiner Brasilienfahrt. Reiseerlebnisse, 1928
- Aus dem Papieren des Bürgermeisters (1813-1824) und Kantonskommissars (1814-1816) August Collart von Bettembourg, 1935
- Am Wege zur Unabhängigkeit Luxemburgs, 1938
- Der Krieg 1870-71 un Luxemburg, 1939
- Luxembourg-Nassau. Présis généalogique de la dynastie grand ducale de Luxembourg, issue des deux lignes de la Maison de Nassau, 1939, door: A.A.M. Stols, voorwoord door Collart[4].
- Aus der shroer zeit vun 1940-1945, 1946
- Sturm um Luxemburgs Tron 1907-1920, 1959, (21991)
- Aus der Uucht, 1963

## Verwijzingen
1. ↑  Slot Bettembourg werd in 1971 door de dochter van Collart, Anne Marie, verkocht aan de gemeente Bettembourg
2. ↑  Een rooms-katholieke partij
3. ↑  Tatsachen aus der Geschichte des Luxemburger Landes, door: Dr. P.J. Muller (1968), blz. 356
4. ↑  DBNL . Jan Greshoff en A.A.M. Stols, Briefwisseling J. Greshoff - A.A.M. Stols